# كفر العرب البحري
كفر العرب البحري إحدى قرى مركز تلا التابع لمحافظة المنوفية بجمهورية مصر العربية.

## السكان
بلغ عدد سكان كفر العرب البحري 4,870 نسمة، حسب الإحصاء الرسمي لعام 2006.